# Saban Capital Group
Saban Capital Group, Inc. là một công ty của Mỹ có trụ sở tại Los Angeles, California tập trung vào đầu tư truyền thông và giải trí. Được thành lập vào năm 2010 bởi Haim Saban. Saban Capital Group sở hữu Saban Films, một phần của Univision Communications và một phần của Celestial Tiger Entertainment.

## Lịch sử hình thành
Vào tháng 10 năm 2006, bộ phận Saban Entertainment Group của SCG đã tuyên bố bắt đầu phát triển các chương trình giải trí gia đình. Vào tháng 3 năm 2007, Univision Communications đã được bán cho Broadcasting Media Partners, bao gồm Saban Capital Group, Madison Dearborn Partners, Providence Equity Partners, TPG Capital và Thomas H. Lee Partners. Vào ngày 17 tháng 10 năm 2011, Saban Capital Group đã mua 7,5% cổ phần của công ty truyền thông tích hợp lớn nhất Indonesia, Media Nusantara Citra. Vào tháng 7 năm 2012, Saban Capital Group đã mua cổ phần thiểu số trong PT MNC Sky Vision Tbk, nhà điều hành truyền hình trả tiền lớn nhất ở Indonesia, công ty sở hữu Indovision và Top TV. Vào tháng 6 năm 2012, Kidsco Media Ventures LLC, một chi nhánh của SCG, cùng với Công ty 4K Acquisition Corp của Konami đã mua một số tài sản chính của 4Kids Entertainment với Kidsco nhận được Dragon Ball Z Kai, Cubix, Sonic X và khối chương trình vào sáng thứ Bảy của Mạng lưới CW. Vào tháng 8 năm 2012, Saban Capital Group đã ra mắt một bộ phận xuất bản âm nhạc mới có tên là "Music Ventures".
Vào ngày 6 tháng 5 năm 2014, Saban Capital đã công bố ra mắt Saban Films, một công ty phân phối sẽ mua 8 đến 10 bộ phim truyện hàng năm cho thị trường Bắc Mỹ. Bill Bromiley từ RLJ Entertainment đã được bổ nhiệm làm chủ tịch của công ty này kể từ Liên hoan phim Cannes 2014.
Vào ngày 13 tháng 9 năm 2018, Saban Capital Acquirition Corp đã công bố mua Panavision và Sim Video International trong một thỏa thuận tiền mặt và chứng khoán trị giá $ 620 triệu. Giao dịch này nhằm mục đích tạo ra một thực thể sản xuất và hậu sản xuất toàn diện. Saban Capital Acquirition Corp đã đề xuất đổi tên thành Panavision Holdings Inc., nhưng dự kiến sẽ tiếp tục giao dịch trên sàn giao dịch chứng khoán Nasdaq. Saban đã kết thúc việc chấm dứt thỏa thuận mua lại Panavision vào ngày 1 tháng 3 năm 2019.

## Saban Brands
Vào ngày 5 tháng 5 năm 2010, Saban Capital Group tuyên bố thành lập Saban Brands (SB), một công ty kế thừa của Saban Entertainment chuyên mua lại các thương hiệu giải trí và tiêu dùng. Vào ngày 12 tháng 5 năm 2010, Saban Brand đã mua lại nhượng quyền thương mại Power Rangers từ Disney với giá 43 triệu đô la.
Vào ngày 1 tháng 5 năm 2012, Kidsco Media Ventures LLC, một chi nhánh của Saban Capital Group, đã đặt giá thầu để có được một số tài sản của 4Kids Entertainment, bao gồm cả quyền của Hoa Kỳ đối với Yu-Gi-Oh! nhượng quyền thương mại và khối CW4Kids, với giá 10 triệu đô la. 4K Acquisition Corp, một công ty con của Konami, sau đó đã đặt giá thầu. Vào ngày 5 tháng 6 năm 2012, 4Kids đã bắt đầu phiên đấu giá giữa Kidsco và 4K Acquirition, sau đó bị hoãn lại để 4Kids, Kidsco và 4K Acquirition có thể xem xét một giao dịch thay thế.
Vào ngày 12 tháng 6 năm 2012, Saban Brand đã lên kế hoạch mua lại bản quyền Popples vào mùa thu 2013. Vào ngày 3 tháng 8 năm 2012, Saban Brand đã mua lại The Playforge. Vào ngày 19 tháng 9 năm 2012, Saban Brand thông báo rằng họ đã mua lại nhà cung cấp Zui cho nội dung Kid-Safe Online. Vào ngày 25 tháng 9 năm 2012, Saban Brand tuyên bố rằng họ đã mua lại nhượng quyền Digimon và mùa gần đây nhất, Digimon Fusion với Toei Animation xử lý cấp phép và phân phối tại châu Á và MarVista Entertainment xử lý tất cả các giấy phép và phân phối trên toàn cầu.
Saban Brands và Lionsgate Films đã công bố vào tháng 5 năm 2014 rằng họ đang lên kế hoạch sản xuất một bộ phim điện ảnh Power Rangers mới, và hy vọng sẽ ra mắt một thương hiệu phim Power Rangers hoàn toàn khác biệt. Đến ngày 4 tháng 8 năm 2014, Saban Brand đã bán KidZui cho Leapfrog Enterprises. Sau đó, Macbeth Giày đã được Saban Brand mua lại và vào tháng 12, Saban Brand đã thành lập hai bộ phận Saban Brand Lifestyle Group và Saban Brand Entertainment Group để mở rộng cổ phần. Vào ngày 6 tháng 1 năm 2014, thông báo rằng Saban Brand Lifestyle Group đã mua lại Mambo Graphics. Vào ngày 24 tháng 3 năm 2015, thông báo rằng Saban Brand Lifestyle Group đã mua Piping Hot. Saban Brand đã phát triển hai tài sản đầu tiên của mình, Kibaoh Klashers và Treehouse Detective, dưới dạng loạt phim hoạt hình được Netflix chọn vào tháng 10 năm 2016.
Vào tháng 2 năm 2018, Saban Brand đã chỉ định Hasbro được cấp phép sản xuất đồ chơi toàn cầu cho Power Rangers vào tháng 4 năm 2019. Vào ngày 1 tháng 5 năm 2018, Saban đã đồng ý bán Power Rangers và các tài sản giải trí khác cho Hasbro với giá 522 triệu đô la tiền mặt và cổ phiếu, với việc bán dự kiến sẽ đóng cửa trong quý hai. Các tài sản khác trong thỏa thuận bao gồm My Pet Monster, Popples, Julius Jr., Luna Petunia và Treehouse Detective. Chỉ có chín nhân viên hiện tại trong số sáu mươi sẽ được SCG giữ lại và công ty con Saban Brand đã kết thúc hoạt động sau khi đóng cửa kinh doanh vào ngày 2 tháng 7 năm 2018.

## Các đơn vị
- Saban Entertainment Group
- Saban Kids & Family
- Saban Films[11]
- Saban Real Estate, LLC
- Saban Brands, LLC
  - Saban Brands Lifestyle Group[12]
    - Paul Frank Industries
    - Macbeth Footwear
    - Mambo Graphics[13]
    - Piping Hot

  - Saban Brands Entertainment Group[12](now acquired by Hasbro)
    - SCG Power Rangers LLC (acquired by Hasbro)
    - SCG Characters LLC (acquired by Hasbro)
    - SCG Luna Petunia LLC (acquired by Hasbro)
    - Saban Brands Voyagers LLC (acquired by Hasbro)
    - Treehouse Detectives LLC (acquired by Hasbro)

## Đầu tư
- Celestial Tiger Entertainment (CTE) (JV)
- Media Nusantara Citra (MNC) 7.5% cổ phần
- Taomee (minority stake)
- Playbuzz (2016)[14]
- Bustle
- IronSource
- Broadcasting Media Partners (20%)
  - Univision Communications, Inc.
- Sim Video International
- Bezeq
- Keshet Broadcasting LTD
- Panavision
- ProSiebenSat.1 Media AG
- Vessel

## Các chương trình đã sản xuất

### Saban Entertainment Group
- Hollywood Star Dogs[15]

### Saban Brands (former)
Hiện tại được sở hữu bởi Hasbro hoặc một số công ty khác:
- Beetleborgs[16][17][18] (currently by Hasbro và Toei Company)
- Cirque du Soleil Media[19]
- CNCO
- Cubix[20] (currently by Hasbro)
- Emojiville[21]
- Kibaoh Klashers (2017) (currently by Hasbro)[22][23]
- La Banda
- Macbeth Footwear
- Masked Rider[16] (currently by Hasbro và Toei Company)
- Mambo Graphics
- MIX5
- Mystic Knights of Tir Na Nog (currently by Hasbro)
- Ninja Turtles: The Next Mutation[17][18][24] (currently by Hasbro, Mirage Studios và Viacom International)
- Paul Frank
- Piping Hot
- Rainbow Butterfly Unicorn Kitty[25] (currently by Funrise)[26]
- Shinzo (currently by Toei Animation Inc.)
- VR Troopers[16][17][18] (currently by Hasbro và Toei Company)
- Digimon (currently by Toei Animation Inc.) (all seasons except Digimon Adventure tri and Digimon Universe: Appli Monsters)
- Sonic X (currently by Discotek Media và Sega)
- Power Rangers (currently by Hasbro và Toei Company)[27]
- Glitter Force[28][29] (currently by Toei Animation Inc., Netflix và Hasbro)[30][31][32][33][34]
- Treehouse Detectives[22] (currently by Hasbro)
- My Pet Monster purchased from American GreetingsTCFC, Inc. (currently by Hasbro)
- Popples[21] purchased from American GreetingTCFC, Inc.[35] (currently by Hasbro)
- Luna Petunia[21] (currently by Hasbro)
- Julius Jr.[36][37] (currently by Hasbro)

## Hoạt động chính trị
Tập đoàn Saban là người đóng góp hàng đầu cho Đảng Dân chủ.
Đảng Dân chủ  đã được quyên góp cho chiến dịch của cựu Tổng thống Barack Obama và là một trong những nhà tài trợ hàng đầu của Chiến dịch Clinton năm 2016 với số tiền đóng góp khoảng 12 triệu đô la.